# Melody Club
Melody Club is een Zweeds pop/Synthipop rockband. Hun doorbraak kwam in 2002 met het nummer Palace Station. Dit nummer was ook een hit in Duitsland. Melody Club werd in 2000 gevormd.
De groep is regelmatig op de radio te horen in Zweden, Duitsland, Japan en Denemarken.
Hun muziekstijl kan beschreven worden als mix tussen Synthipop en Glamrock.
Fever Fever, van het album Scream, was een van de nummers die in FIFA 08 te horen zijn.

## Bandleden
- Kristofer Östergren - Zang
- Erik Stenemo - Gitaar
- Jon Axelsson - Synthesizer
- Niklas Stenemo - Basgitaar
- Andy A - Drum

## Discografie

### Albums
- Music Machine - 26 december, 2002
- Face the Music - 25 augustus, 2004
- Scream - 8 november, 2006
- At Your Service - 21 augustus, 2007

### Singles
| Jaar | Single                    | Positie | Album          |
| Jaar | Single                    | Zweden  | Album          |
| ---- | ------------------------- | ------- | -------------- |
| 2002 | "Palace Station"          | 9       | Music Machine  |
| 2002 | "Electric"                | 18      | Music Machine  |
| 2003 | "Covergirl"               | 37      | Music Machine  |
| 2004 | "Take Me Away"            | 16      | Face the Music |
| 2004 | "Baby (Stand Up)"         | 2       | Face the Music |
| 2005 | "Boys In the Girls' Room" | 25      | Face the Music |
| 2005 | "Wildhearts"              | —       | Face the Music |
| 2006 | "Destiny Calling"         | 15      | Scream         |
| 2007 | "Fever Fever"             | 32      | Scream         |
| 2007 | "Last Girl On My Mind"    | 27      | Scream         |